# Arturo Farías
Arturo Segundo Farías Barraza (* 1. September 1927 in Los Andes; † 19. Oktober 1992) war ein chilenischer Fußballspieler. Er nahm mit der Nationalmannschaft seines Landes an der Fußball-Weltmeisterschaft 1950 teil.

## Karriere

### Verein
Farías begann seine Laufbahn als Profifußballer 1947 in der chilenischen Hauptstadt beim CD Santiago Morning. Ein Jahr später wechselte er zum CSD Colo-Colo. Mit diesem Klub gewann er zweimal die nationale Meisterschaft. 1958 schloss er sich dem noch jungen Verein Deportes La Serena an, der gerade in die Primera Divisíon aufgestiegen war. Nach dem Gewinn der Copa Chile 1960 beendete Farías seine Spielerkarriere.

### Nationalmannschaft
Farías debütierte am 26. Februar 1950 im Freundschaftsspiel gegen Bolivien in der chilenischen Nationalmannschaft.
Anlässlich der Weltmeisterschaft 1950 in Brasilien wurde Farías in das chilenische Aufgebot berufen. Er kam in den ersten beiden Gruppenspielen gegen England und Spanien, die jeweils mit 0:2 verloren wurden, sowie beim 5:2 gegen die USA zum Einsatz. Chile schied als Gruppendritter nach der Vorrunde aus.
Beim Campeonato Sudamericano 1953 wurde Farías in allen sechs Turnierspielen eingesetzt. Am Ende belegte Chile den vierten Platz.
Zwischen 1950 und 1954 bestritt Farías insgesamt 24 Länderspiele für Chile, in denen er ohne Torerfolg blieb.

## Erfolge
- Chilenische Meisterschaft: 1953 und 1956
- Chilenischer Pokal: 1960